# Dépêche d'agence de presse
Pour les articles homonymes, voir Dépêche.
Ne doit pas être confondu avec Communiqué de presse ou Brève (journalisme).
Une dépêche d'agence de presse est un court texte émis par une agence de presse à destination de ses clients (journaux, télévisions, radios, sites web, opérateur de marché…),. C'est l'une des sources d'information d'un journaliste pour rédiger un article.
La dépêche se caractérise par sa rapidité à être transmise aux clients afin de se démarquer de la concurrence, mais aussi à être interprétée par les clients. Le texte est bref, moins de 250 mots. Afin de satisfaire l'ensemble des clients, elle doit être la plus objective possible.

## Historique
Elle apparaît avec la création de l'agence Havas au XIXe siècle. Les premières dépêches sont des colombogrammes, remplacés par des télégrammes.
Parmi les dépêches connues, on peut citer :
- Dépêche Havas de Guernica, affirmant qu'il n'y avait pas eu de bombardement à Guernica en 1937.

## Sources
Une partie importante de l'information est institutionnelle. En France, un cas extrême est le dispositif Alerte-Enlèvement, dans lequel l'agence France-Presse s'est engagée en 2006 « à diffuser immédiatement une dépêche sous forme « d'urgent » traitant de la mise en place du dispositif par les pouvoirs publics ». Parmi ces sources, on trouve en particulier les institutions gouvernementales : les tribunaux, la police.
L’enquête de terrain étant l'autre source.

## Qualités
Les qualités qui sont demandées à une dépêche sont :
- rapidité
- concision
- fiabilité
- objectivité
- sourcé

## Style
- Le point de vue est factuel
- Le contenu doit répondre aux questions qui, quoi, où, quand, comment, pourquoi ? de manière concise et objective[1].
- Les phrases sont courtes et ont une syntaxe simple,

## Structure
La dépêche est structurée de manière à partir de l'essentiel pour aller vers le détail, l'anecdotique. Elle indique :
- l'importance de l'information, en fonction de son importance la première diffusion sera classée comme un « flash »[4],
- le titre : généralement assez descriptif, il doit donner l'essentiel de la nouvelle.
- le contenu est organisé en pyramide inversée :
  - il commence par le lead ou chapeau, la quintessence d'une nouvelle qui répond aux quatre questions fondamentales : - Qui ? - Quoi ? - Quand ? - Où ?
  - viennent ensuite de cours paragraphes pour développer les divers aspects de la nouvelle en répondant plus particulièrement aux question : - Comment ? Pourquoi ?
  - le contenu peut se terminer par un background destiné à rappeler les faits antérieurs.
- datation à la minute.
- le ou les auteurs au sein de l'agence, le plus souvent résumé à des initiales.
- mots clés (slug)[1].

## Traduction
Chaque agence de presse ayant une politique de diffusion de ses dépêches, elle définit les langues dans lesquelles elles seront diffusées.

## Exploitation
La dépêche est normalement une source pour rédiger un article, le journaliste va dans ce cas l'enrichir en apportant un point de vue, des informations qu'il aura lui-même collectées auprès d'autres sources.
Mais elle peut aussi être reprise sans modification en particulier sur les sites internet,.